# Прийсле
При́йсле (эст. Priisle) — микрорайон в районе Ласнамяэ города Таллина, столицы Эстонии.

## География

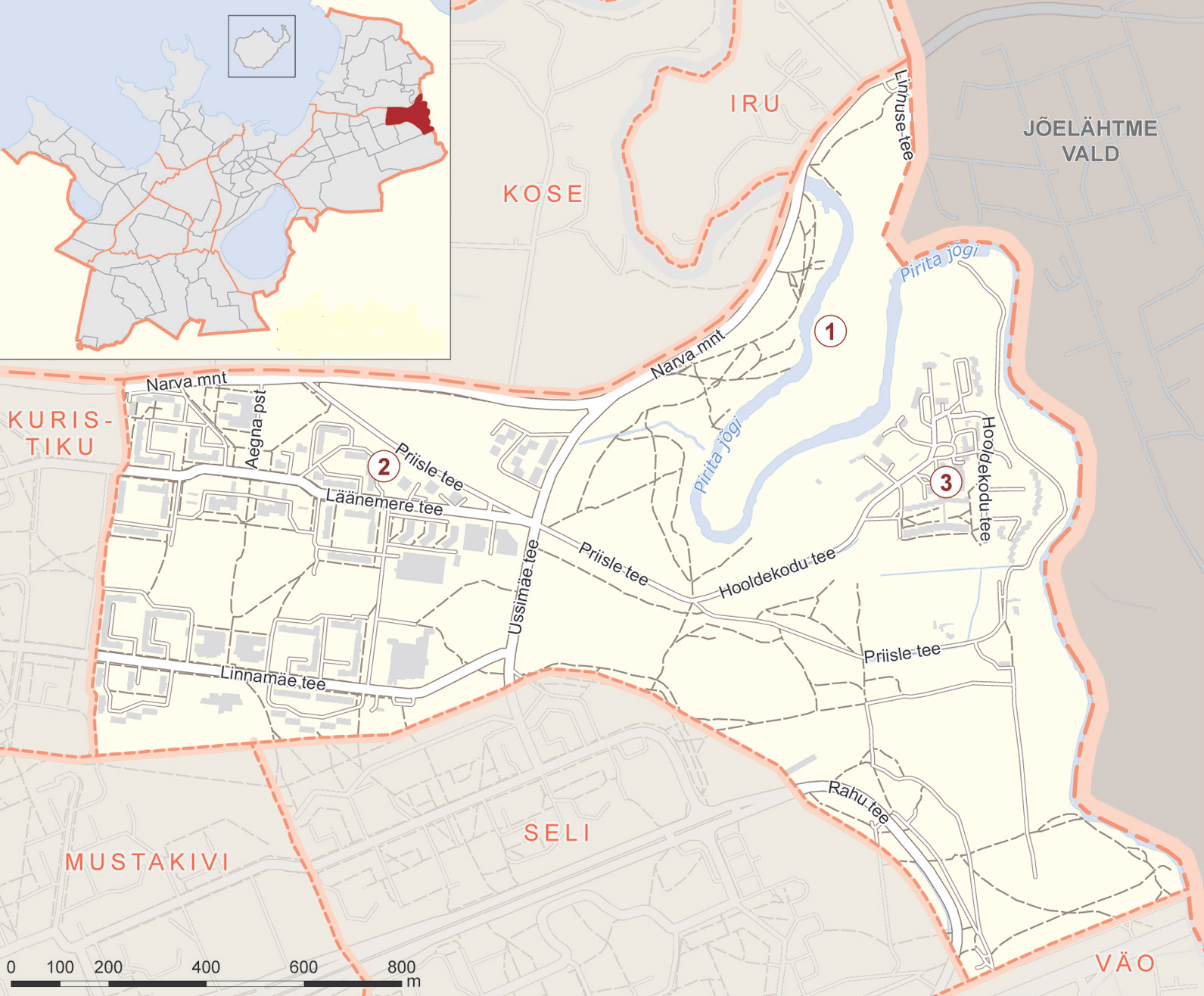
Карта микрорайона Прийсле

Расположен в восточной части Таллина. Граничит с микрорайонами Вяо, Сели, Мустакиви, Куристику, Козе и Иру и с волостью Йыэляхтме. Площадь — 1,85 км². Плотность населения на 1 января 2023 года — 5935,1 чел/км². Образован на территории бывшего VI микрорайона Ласнамяэ и назван в честь находившейся здесь ранее деревни Прийсле, присоединённой к Таллину в 1975 году.

## Улицы
В микрорайоне проходят улицы: бульвар Аэгна, улицы Линнамяэ, Линнузе, Ляэнемере, Нарвское шоссе, Прийсле, Раху, бульвар Тазуя, улицы Уссимяэ и Хоолдекоду.

## Население
По состоянию на 1 января 2014 года в микрорайоне Прийсле проживали 10 949 человек, из них мужчин — 44 %; эстонцы составляли 20 % жителей микрорайона.
| Численность населения микрорайона Прийсле на 1 января по данным Регистра народонаселения | Численность населения микрорайона Прийсле на 1 января по данным Регистра народонаселения | Численность населения микрорайона Прийсле на 1 января по данным Регистра народонаселения | Численность населения микрорайона Прийсле на 1 января по данным Регистра народонаселения | Численность населения микрорайона Прийсле на 1 января по данным Регистра народонаселения | Численность населения микрорайона Прийсле на 1 января по данным Регистра народонаселения | Численность населения микрорайона Прийсле на 1 января по данным Регистра народонаселения | Численность населения микрорайона Прийсле на 1 января по данным Регистра народонаселения |
| 2008                                                                                     | 2010                                                                                     | 2011                                                                                     | 2012                                                                                     | 2013                                                                                     | 2014                                                                                     | 2015                                                                                     | 2016                                                                                     |
| ---------------------------------------------------------------------------------------- | ---------------------------------------------------------------------------------------- | ---------------------------------------------------------------------------------------- | ---------------------------------------------------------------------------------------- | ---------------------------------------------------------------------------------------- | ---------------------------------------------------------------------------------------- | ---------------------------------------------------------------------------------------- | ---------------------------------------------------------------------------------------- |
| 10 612                                                                                   | ↗10 626                                                                                  | ↗10 679                                                                                  | ↗10 783                                                                                  | ↗10 810                                                                                  | ↗10 949                                                                                  | ↗11 031                                                                                  | ↗11 044                                                                                  |
| 2017                                                                                     | 2018                                                                                     | 2019                                                                                     | 2020                                                                                     | 2021                                                                                     | 2022                                                                                     | 2023                                                                                     |                                                                                          |
| ↗11 077                                                                                  | ↗11 093                                                                                  | ↘10 826                                                                                  | ↗10 957                                                                                  | ↗10 976                                                                                  | ↗10 980                                                                                  | →10 980                                                                                  |                                                                                          |

## История
Микрорайон получил своё название по названию бывшей деревни Прийсле в 1991 году. Деревня образовалась в начале XX века, в 1945 году она была частично объединена с Таллином. Название деревни произошло от одноимённого хутора, который, в свою очередь, вероятно, получил его по имени владельца. 

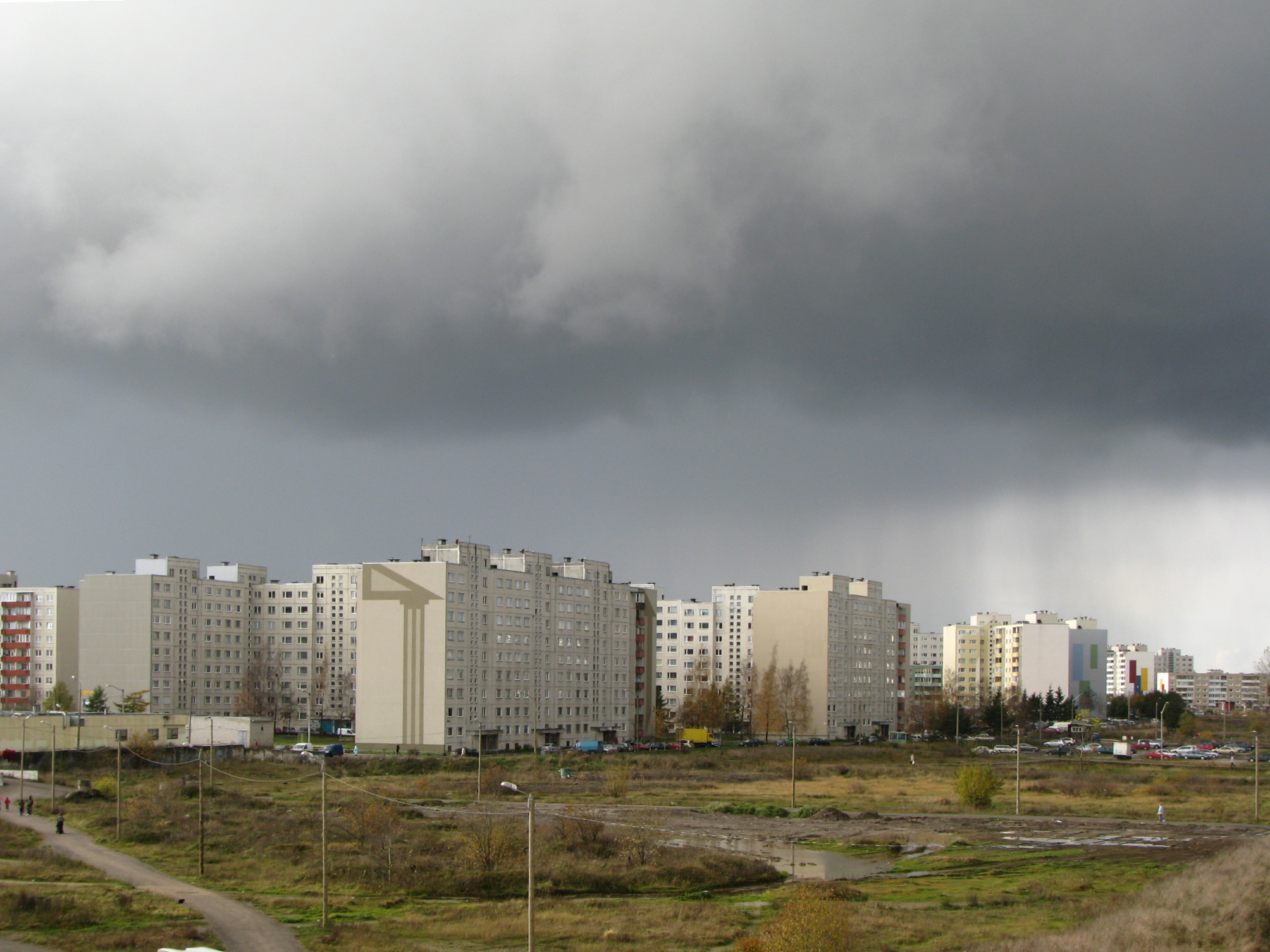
Микрорайон Прийсле в 2008 году

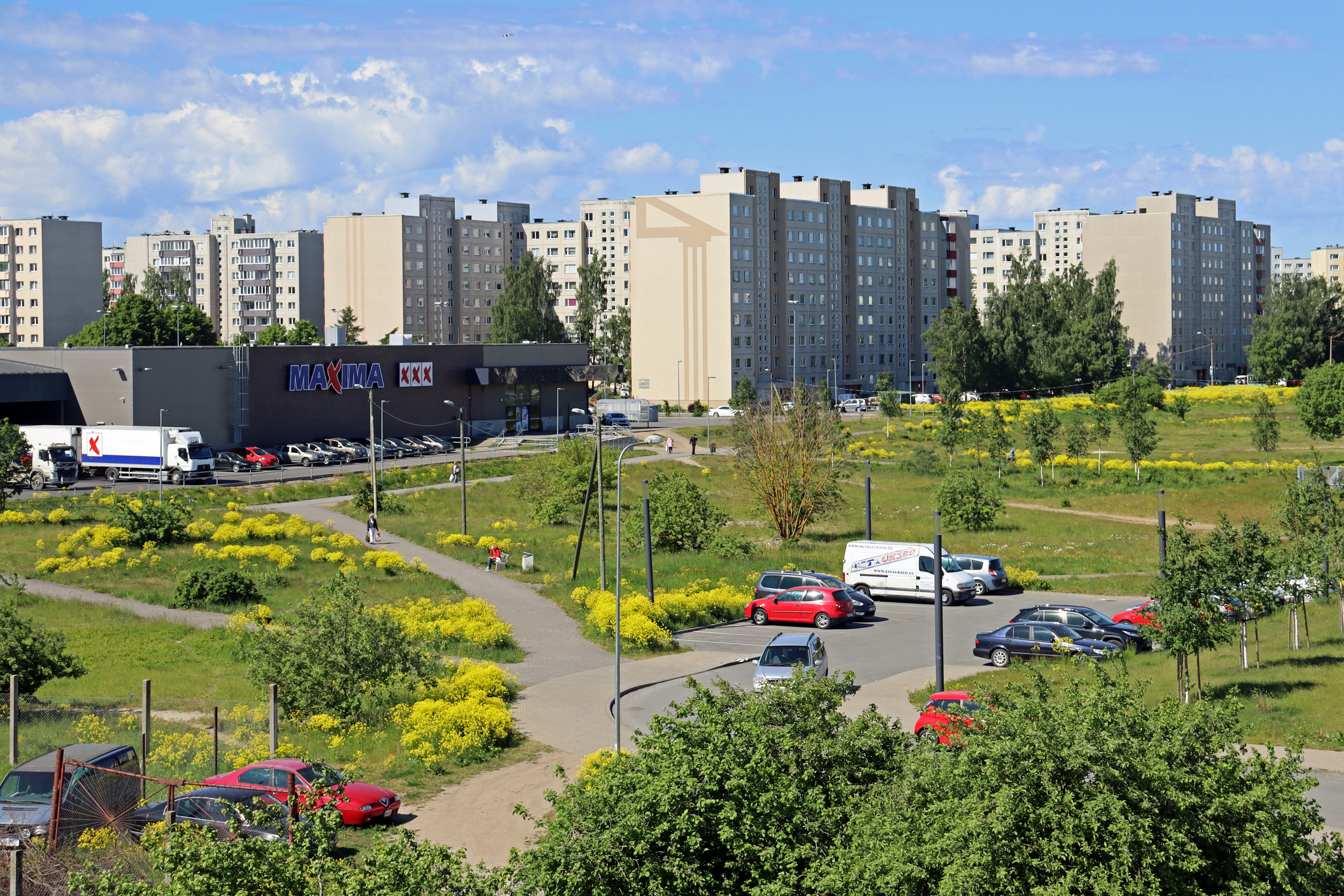
Микрорайон Прийсле в 2022 году

В советское время микрорайон назывался VI микрорайоном Ласнамяэ.
Самые ранние следы поселения человека на территории современного микрорайона Прийсле датируются III тысячелетием до нашей эры. В ходе археологических раскопок здесь были обнаружены кремнёвые скрёбла и около 400 предметов глиняной утвари, относящейся к культуре шнуровой керамики. В X—VII столетиях до нашей эры на холме Иру было основано укрепленное поселение, жители которого выращивали зерновые культуры. С VI по I тысячелетия до н. э. в Иру уже появляются бронзовые и железные орудия. Археологи также обнаружили здесь каменные могильники, датированные 600—300 годами до н.э..
С V века по XI век на холме Иру находилось городище Иру. Городище служило в качестве местного центра и неоднократно укреплялось. В IX веке были проведены масштабные работы, в ходе которых его площадь была увеличена до 4000 м². Однако объединение приходов и изменение отношений между территориальными единицами привели к тому, что, когда городище Иру было уничтожено пожаром в XI веке, его уже больше не восстанавливали.
В 1402 году Ливонский орден продал земли Прийсле Таллину, после чего рядом с современной улицей Ляэнемере была построена городская мыза Вяо. До XVII работой мызы руководили нанятые ратушей управляющие, позже мыза сдавалась в аренду. В 1692 году земли мызы Вяо были объединены с деревней Иру.
В 1927 году в деревне Прийсле был открыт дом престарелых, который работает по сей день.
В 1975 году деревни Прийсле и Вяо были присоединены к Таллину. Во второй половине 1980-х годов здесь началось строительство 9-этажных жилых домов. Его главным подрядчиком был трест «Таллинстрой».
После распада СССР строительство в микрорайоне остановилось. Первая новостройка появилась через 12 лет: в 2003 году было возведено трёхэтажное здание завода «Amphenol ConneXus». Новые жилые дома были построены в 2006–2007 годах — это шесть 4-этажных домов по адресу Нарвское шоссе 174В и 174С, 8-этажный и 9-этажный дома ул. Ляэнемере 74/1 и 74/2 и 12-этажный дом ул. Прийсле 8.
В 2019 году были построены 3-этажные квартирные дома № 30 и 32, в 2022 году — 11-этажный жилой дом с магазином торговой сети «Selver» и аптекой по адресу ул. Прийсле 1.

## Предприятия, учреждения и организации

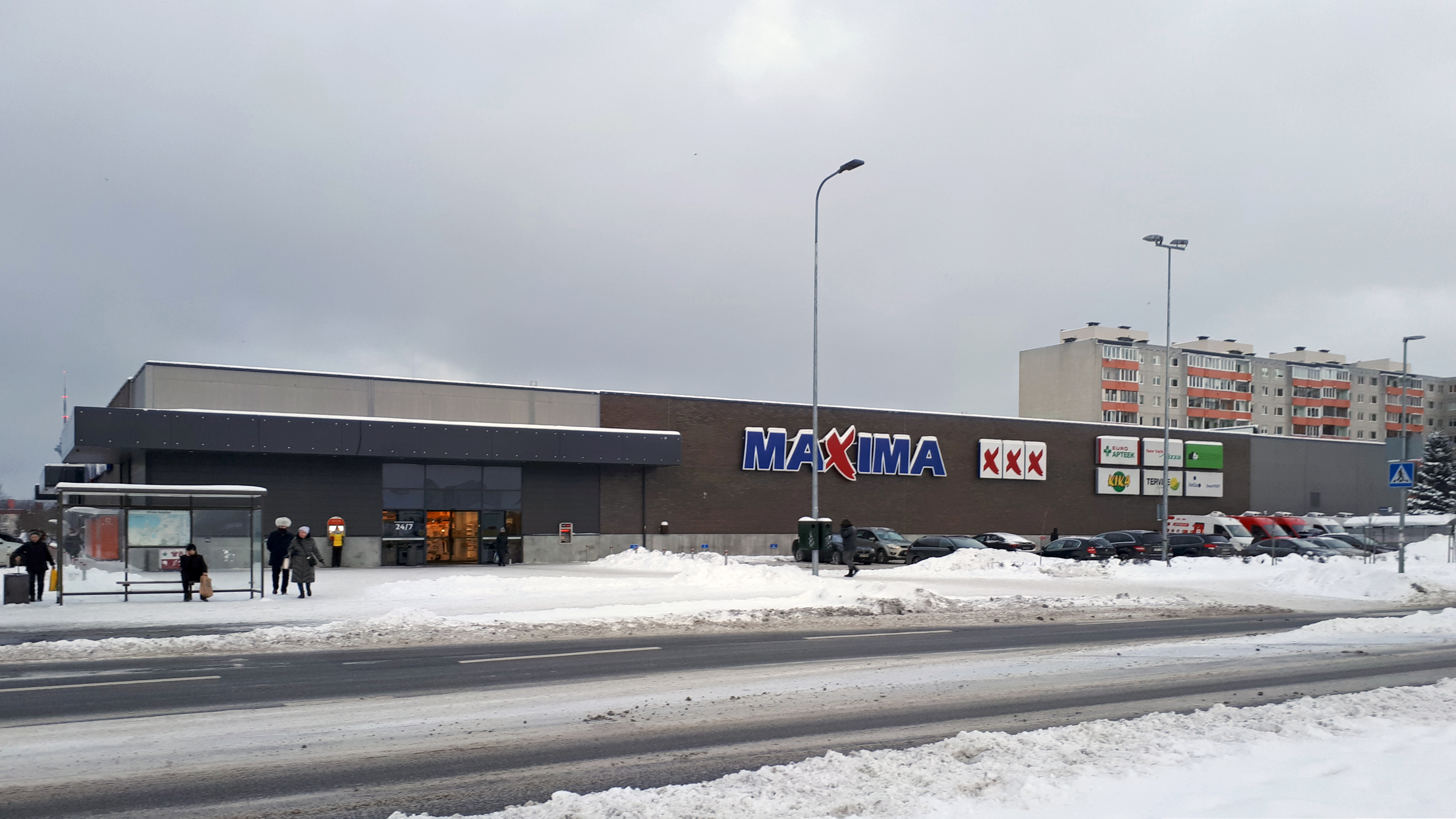
Супермаркет «Maxima XXX» в Прийсле

- Läänemere tee 31 — Таллинский Линнамяэский Русский лицей (эст. Tallinna Linnamäe Vene lütseum);
- Läänemere tee 46 — детский сад «Куристику» (эст. Kuristiku lasteaed);
- Läänemere tee 56 — Таллинский Ляэнемереский детсад (эст. Tallinna Läänemere lasteaed);
- Läänemere tee 72A — электротехнический завод «Amphenol ConneXus»;
- Linnamäe tee 57 — супермаркет «Maxima XXX»;
- Linnamäe tee 95 —  торговый центр «Линнамяэ Перемаркет» (эст. Linnamäe Peremarket), 
  - супермаркет торговой сети «Prisma»;
- Priisle tee 1 — магазин торговой сети «Selver» (Priisle Selver);
- Priisle tee 10 — бизнес-парк Прийсле (эст. Priisle Äripark);
- Hooldekodu tee 2 — Ируский попечительский дом (эст. Iru Hooldekodu).

## Парки
В микрорайоне находится парк Тондилоо c детскими игровыми площадками, тренажёрами и выделенной территорией для безалкогольных пикников.
В 2019 был возведён парк Прийсле с различными детскими игровыми площадками, скейт-площадкой, местами для отдыха и общинным огородом.

Парк Прийсле
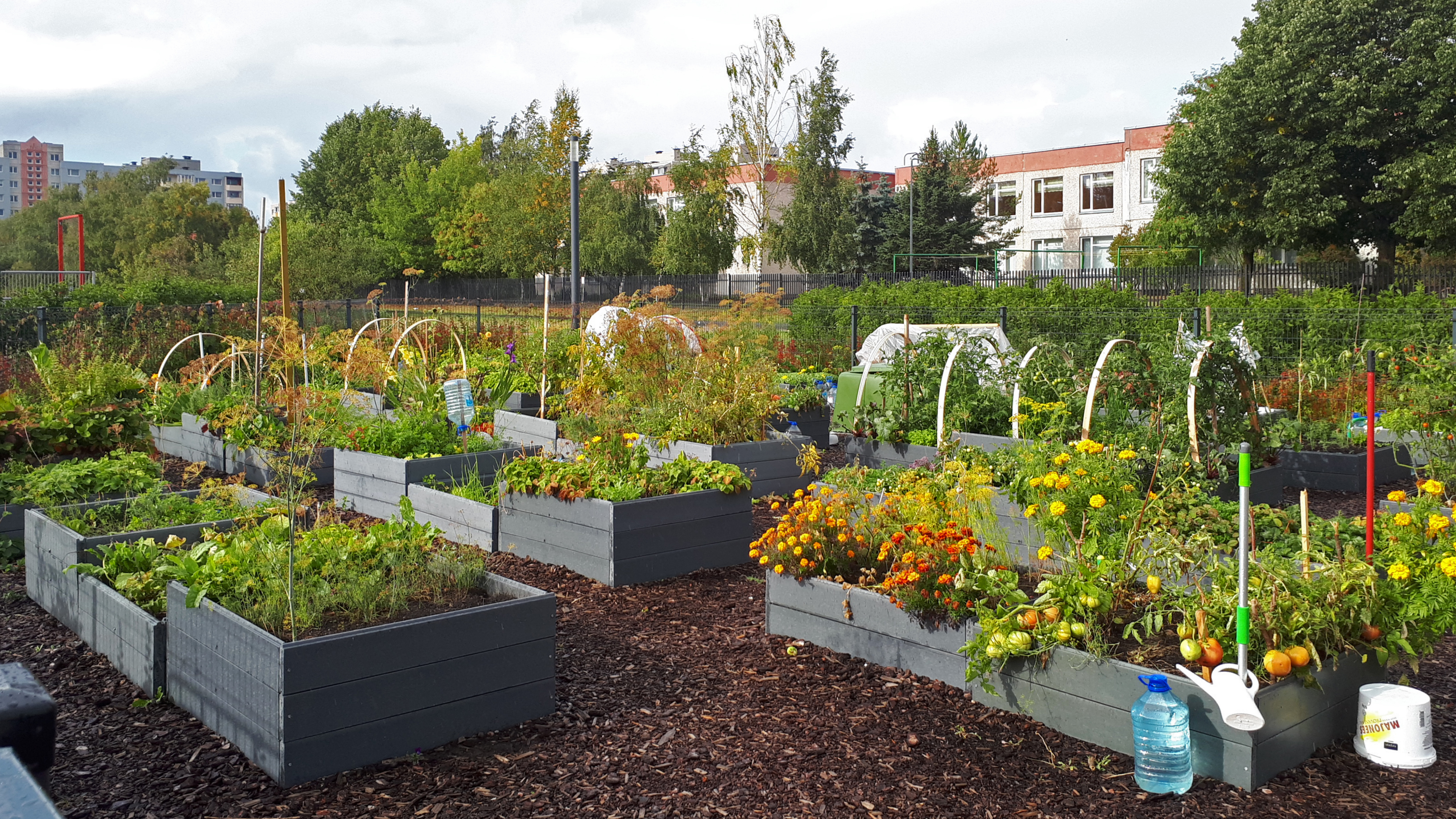
Общественный огород, сентябрь 2022 года
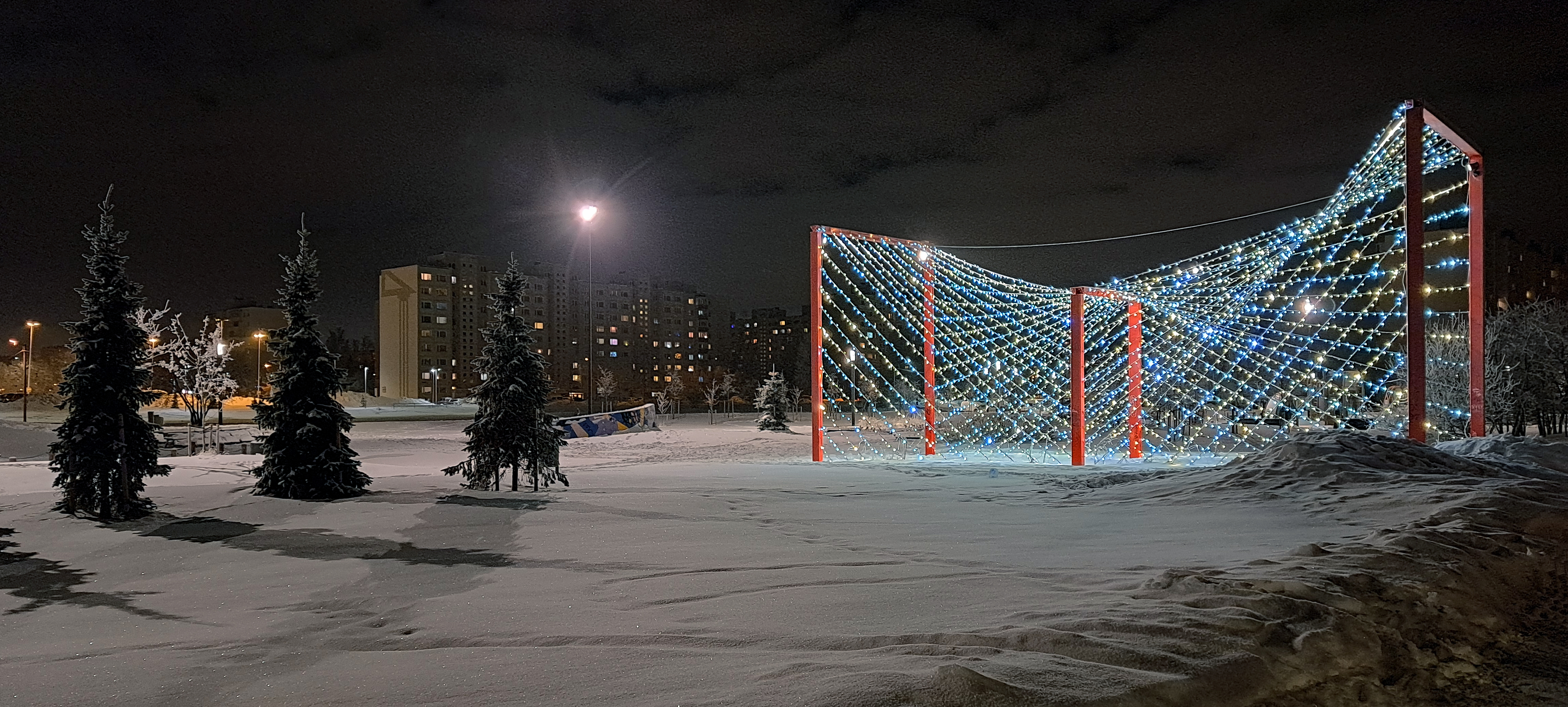
Декабрь 2022 года
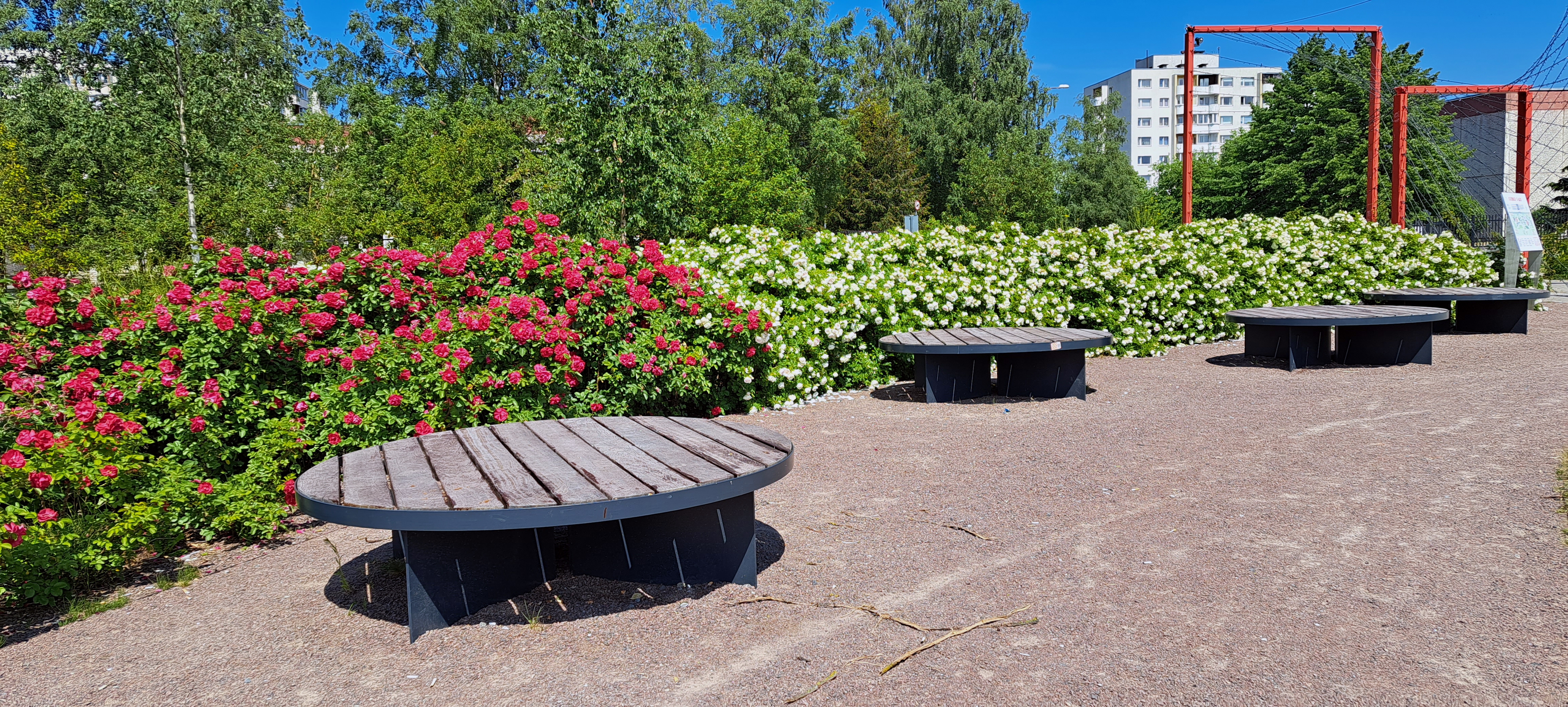
Июнь 2023 года
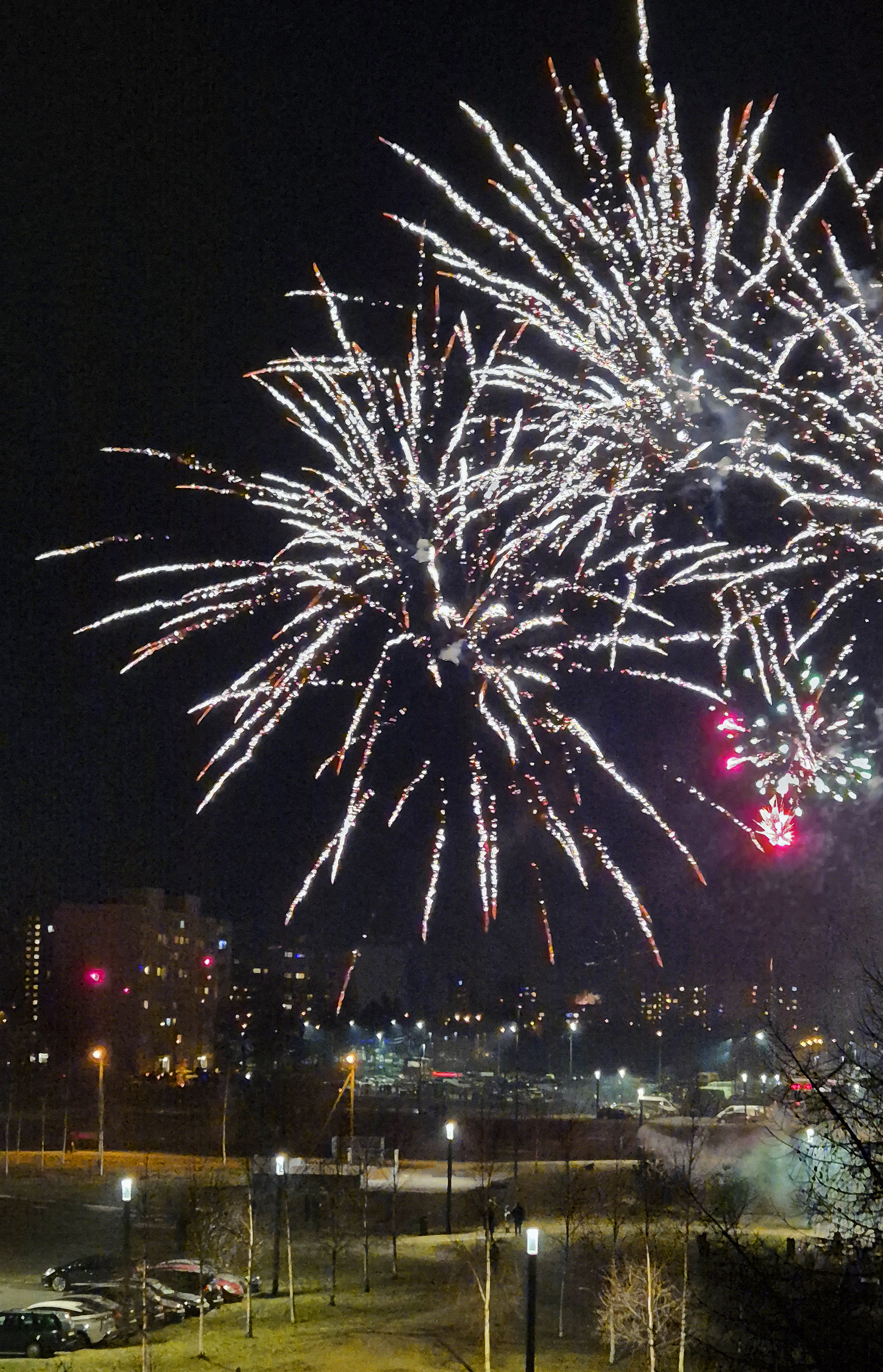
Новогодний фейерверк

## Общественный транспорт
В микрорайоне курсируют городские автобусы маршрутов №№ 12, 29, 30, 31, 49, 54, 60, 63, 65.

## Галерея

Микрорайон Прийсле
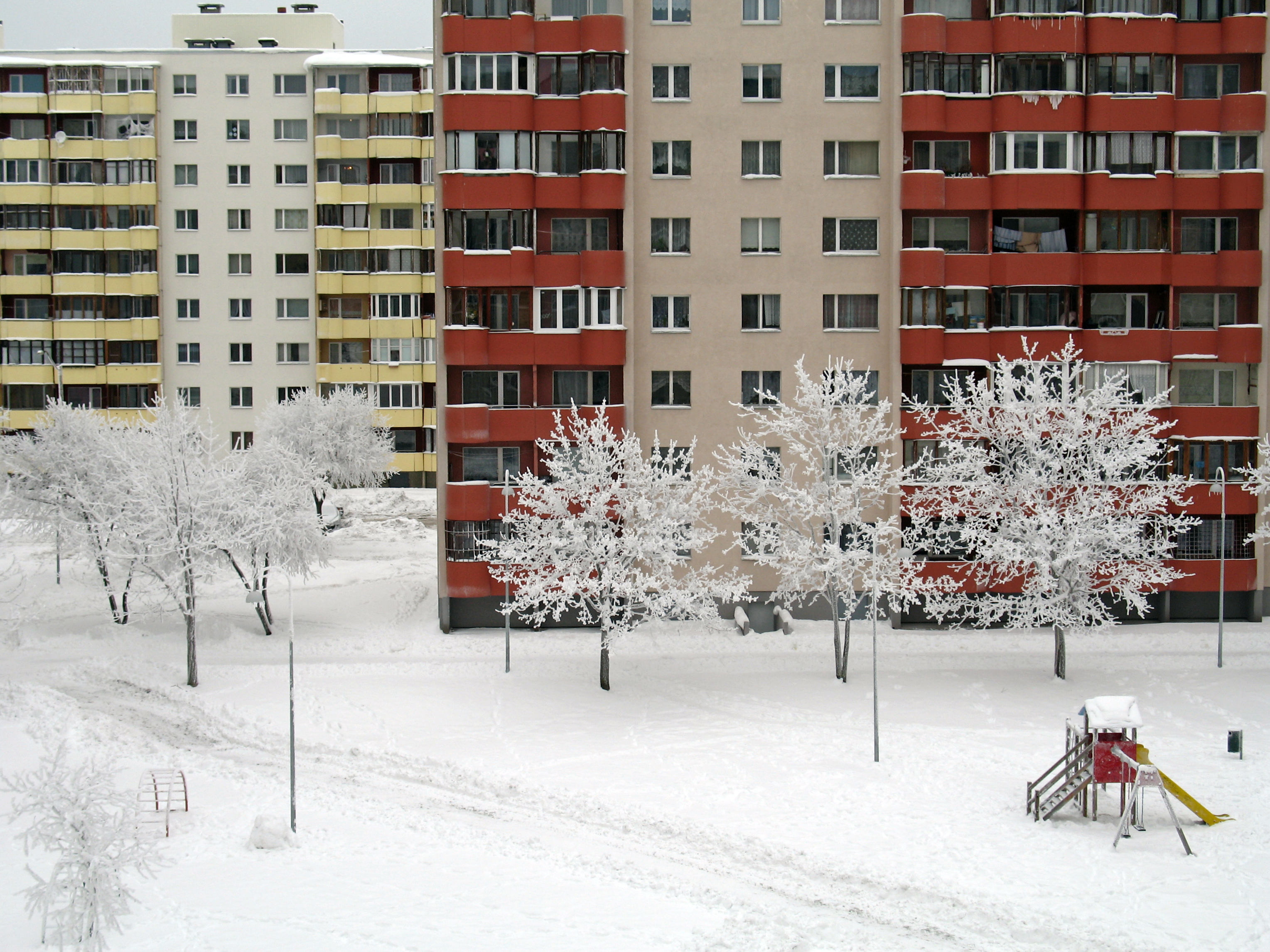
Прийсле снежной зимой 2010 года
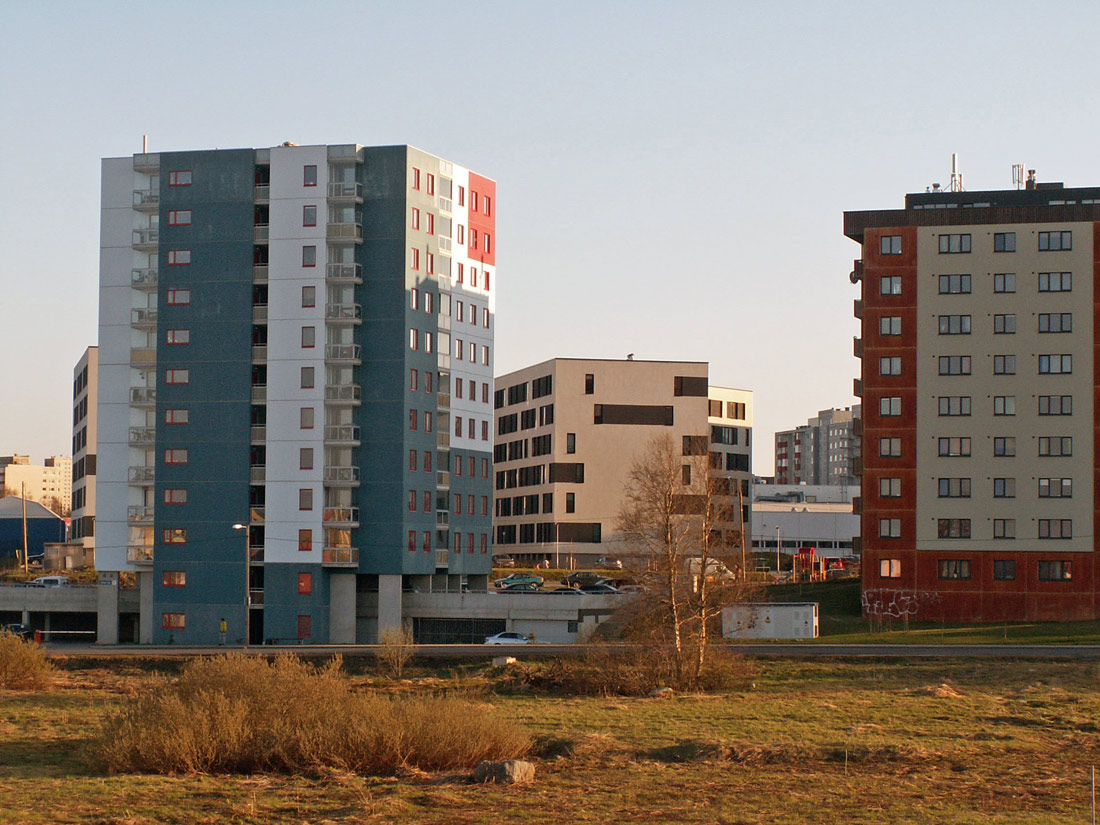
Жилые дома ул. Прийсле 8, ул. Ляэнемере 70/2 и ул. Прийсле 4/2
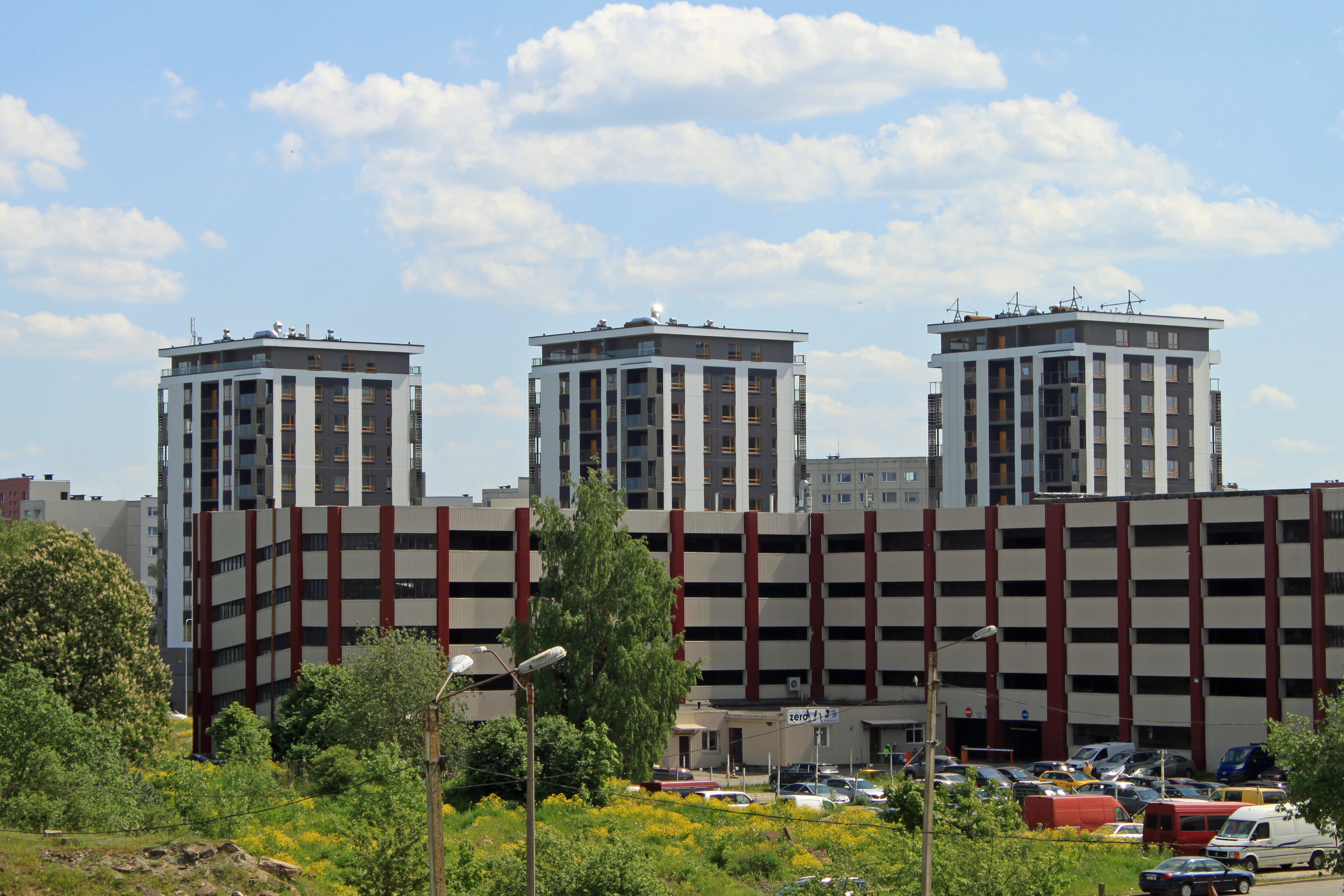
Гаражный кооператив Loo и «Башни Линнамяэ»
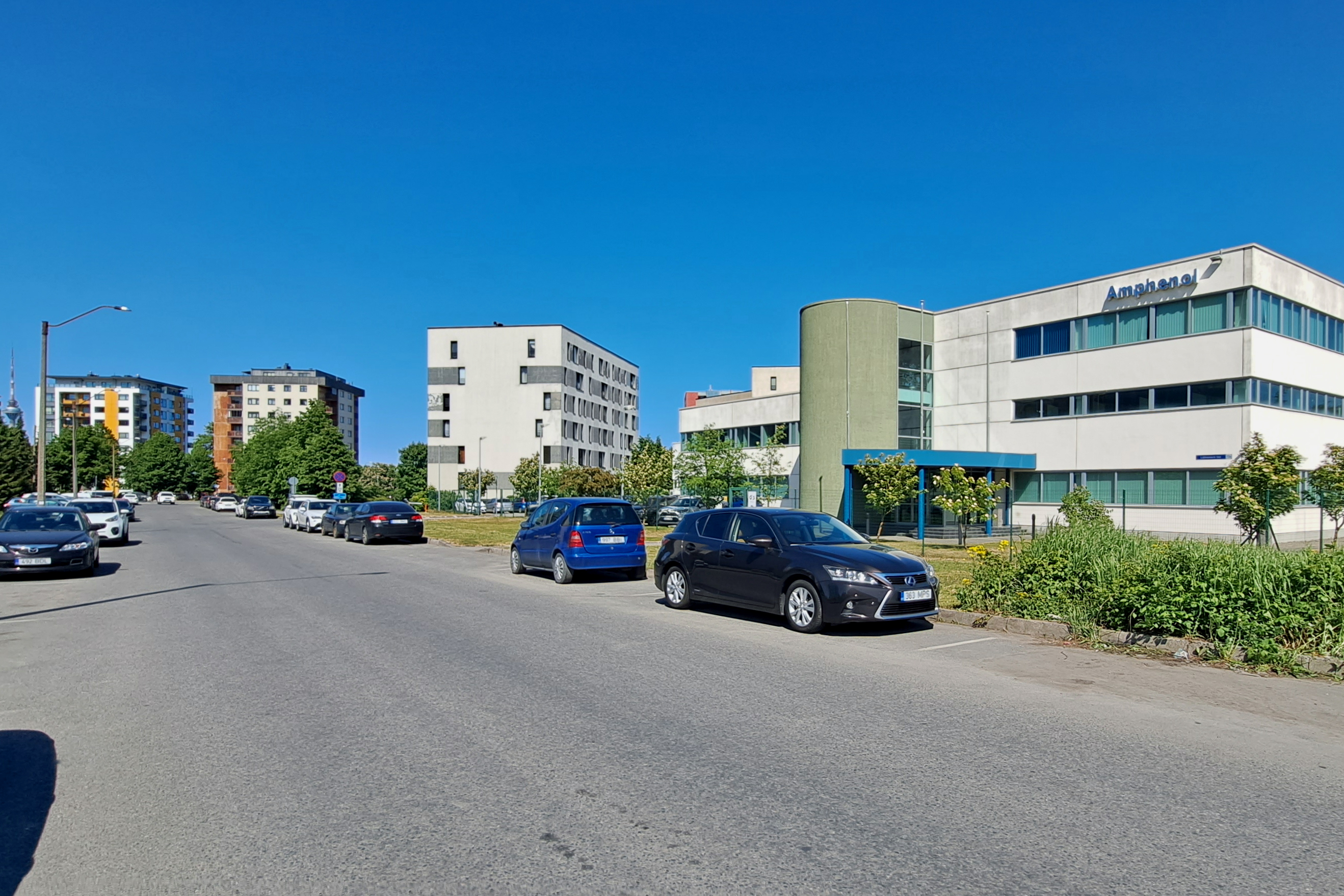
Завод «Amphenol» на улице Ляэнемере
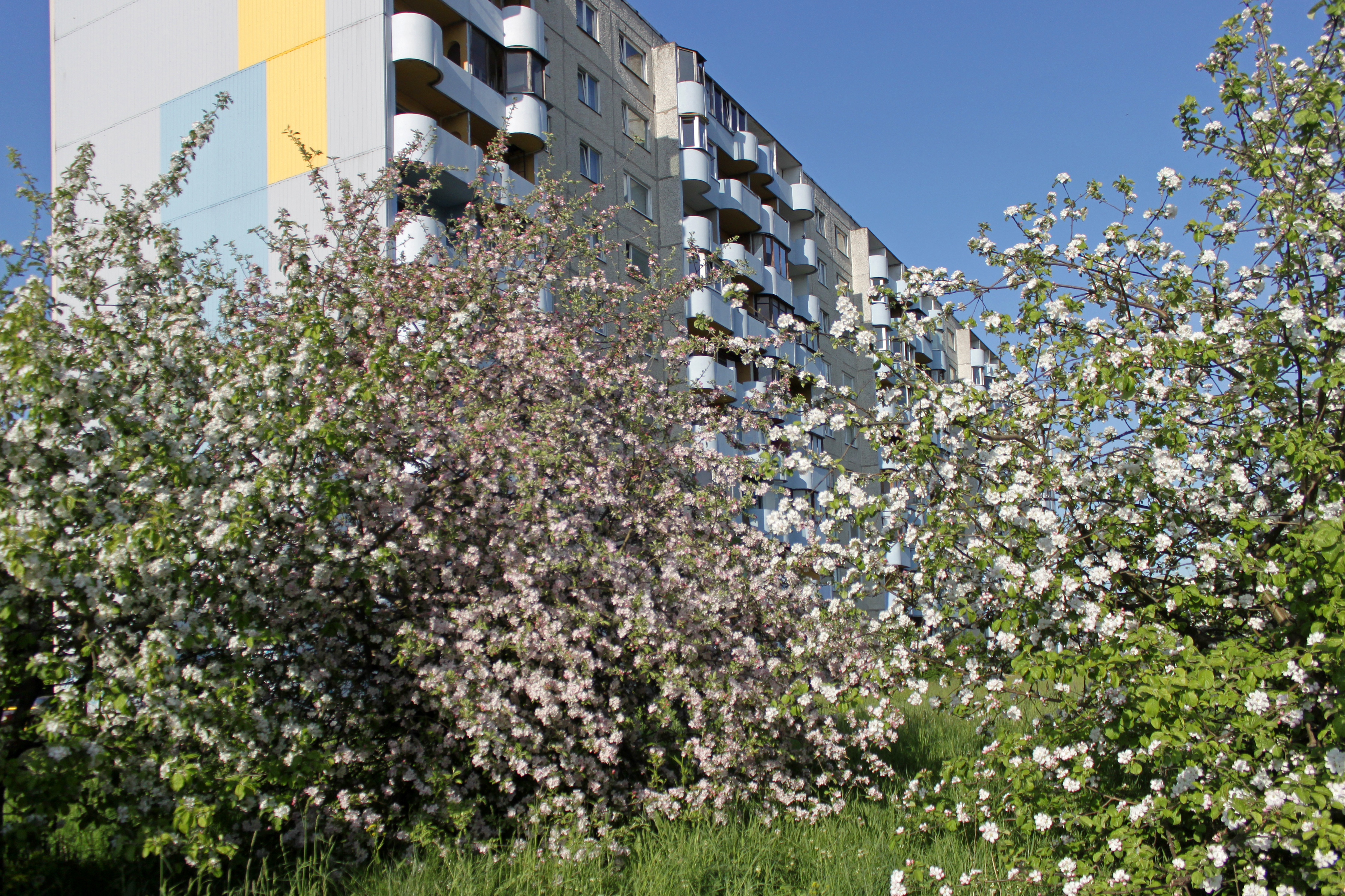
Цветущие яблони
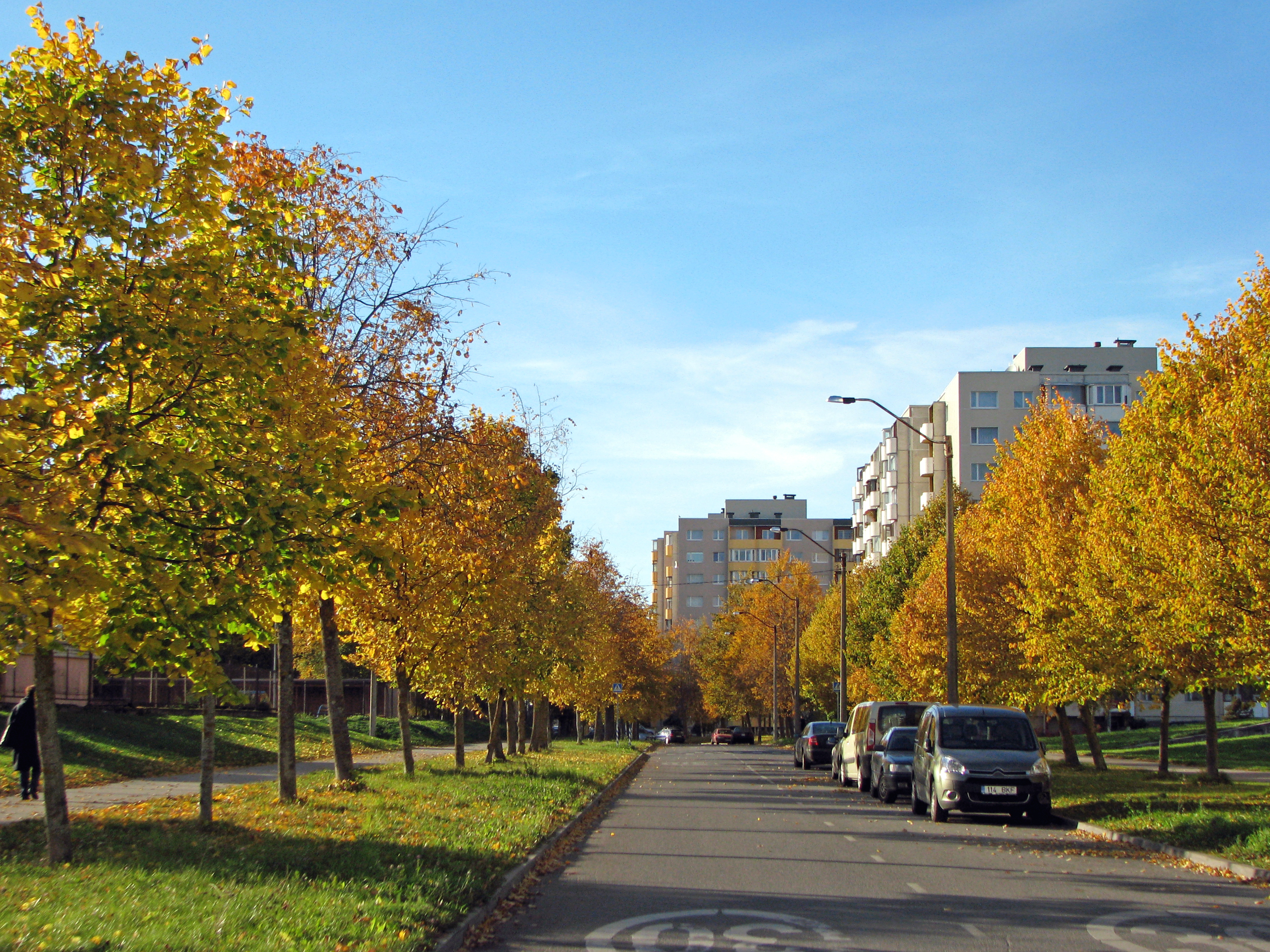
Улица Ляэнемере в октябре
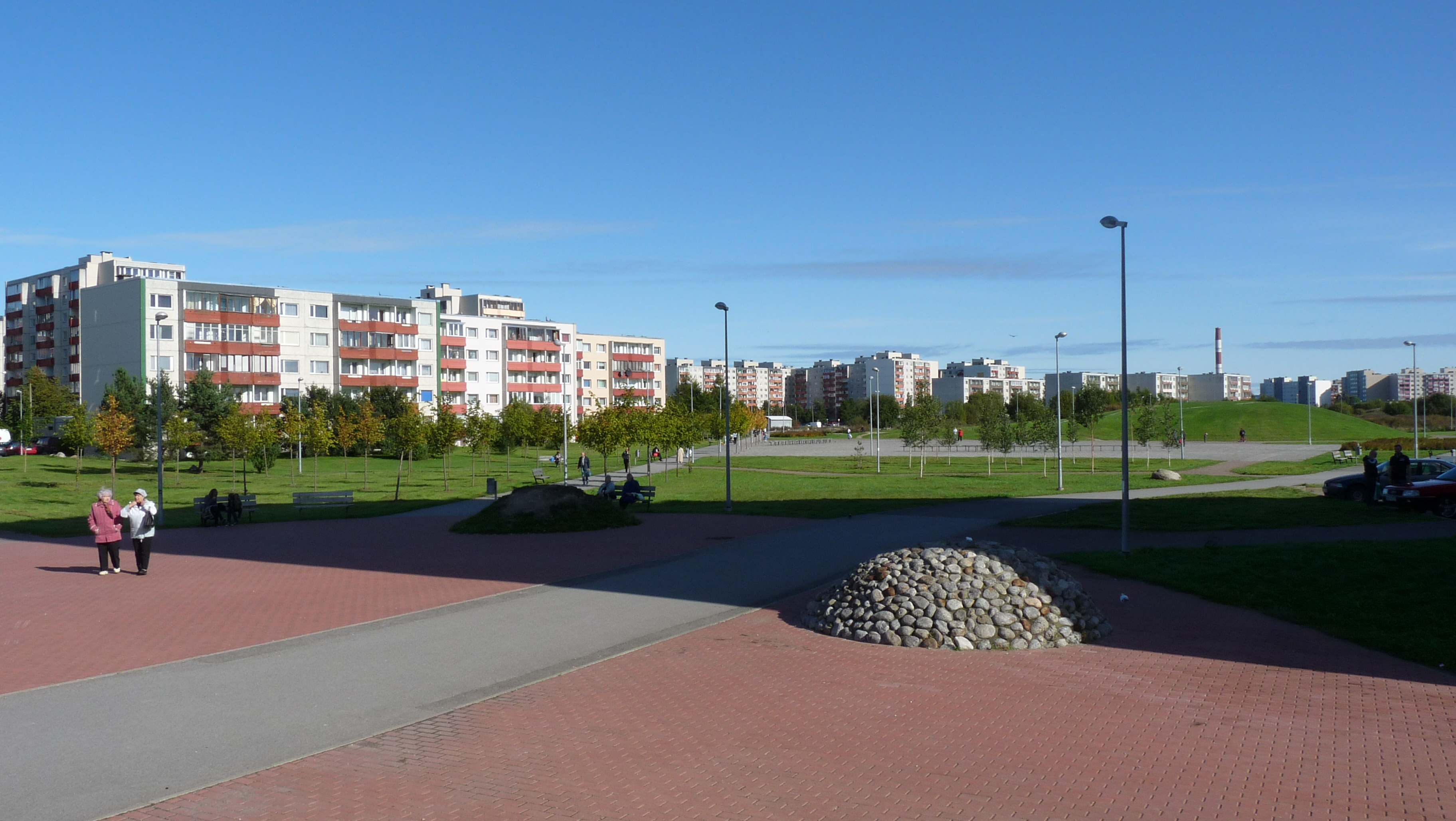
Места для отдыха в парке Тондилоо, 2011 год
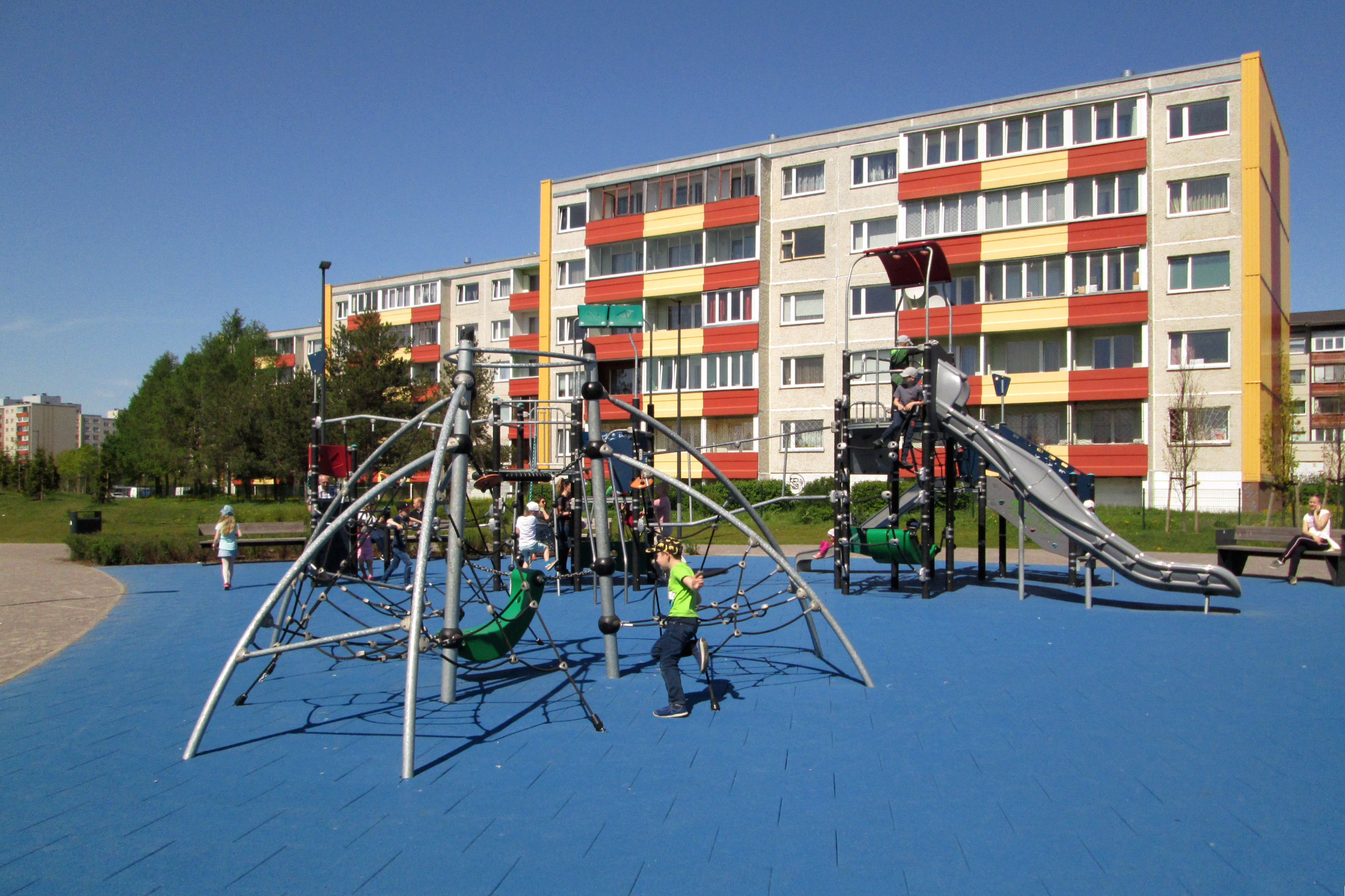
Детская площадка в парке Тондилоо, 2019 год
Улица Линнамяэ, дом 38В (построен в 2018 году)
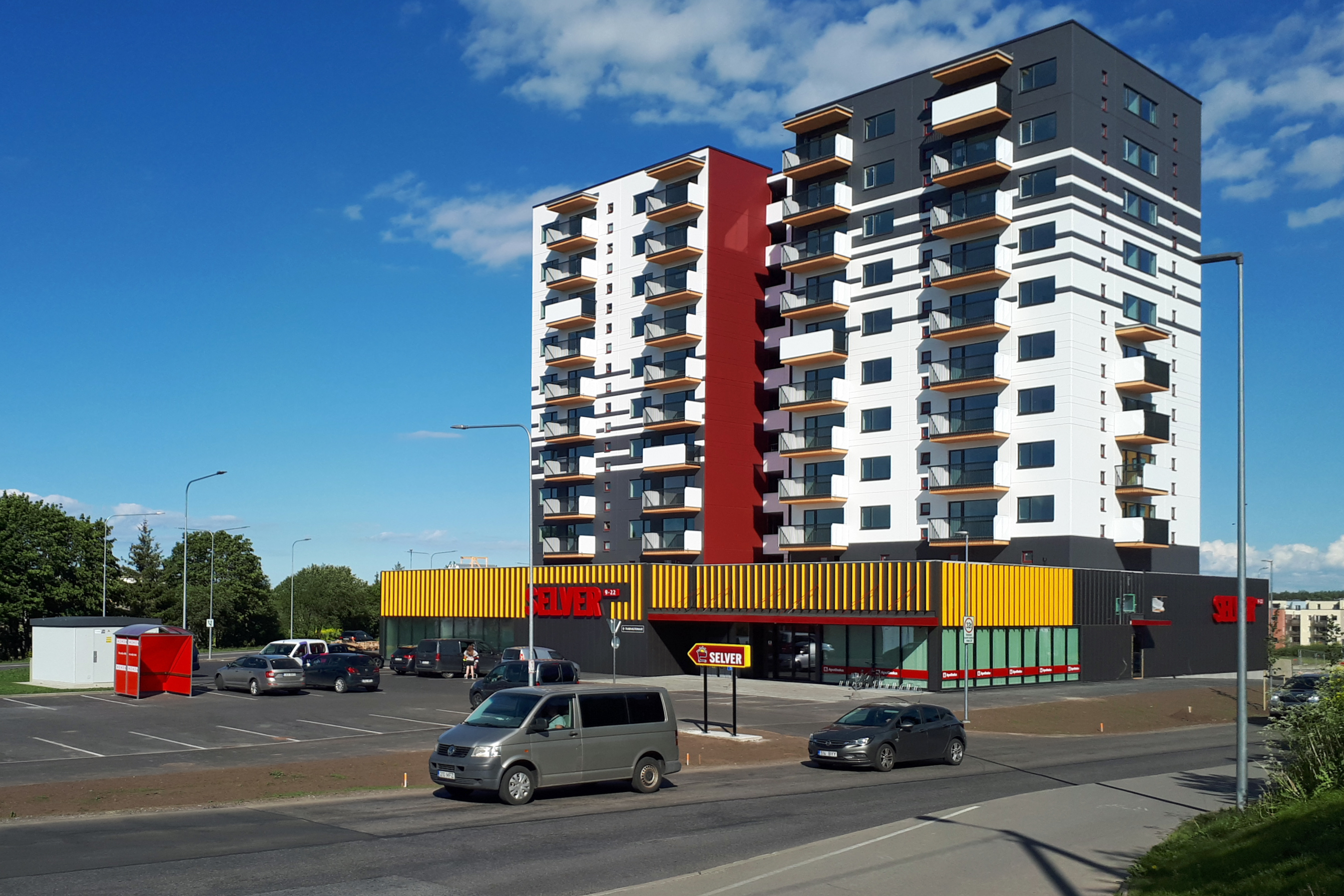
Улица Прийсле, дом 1
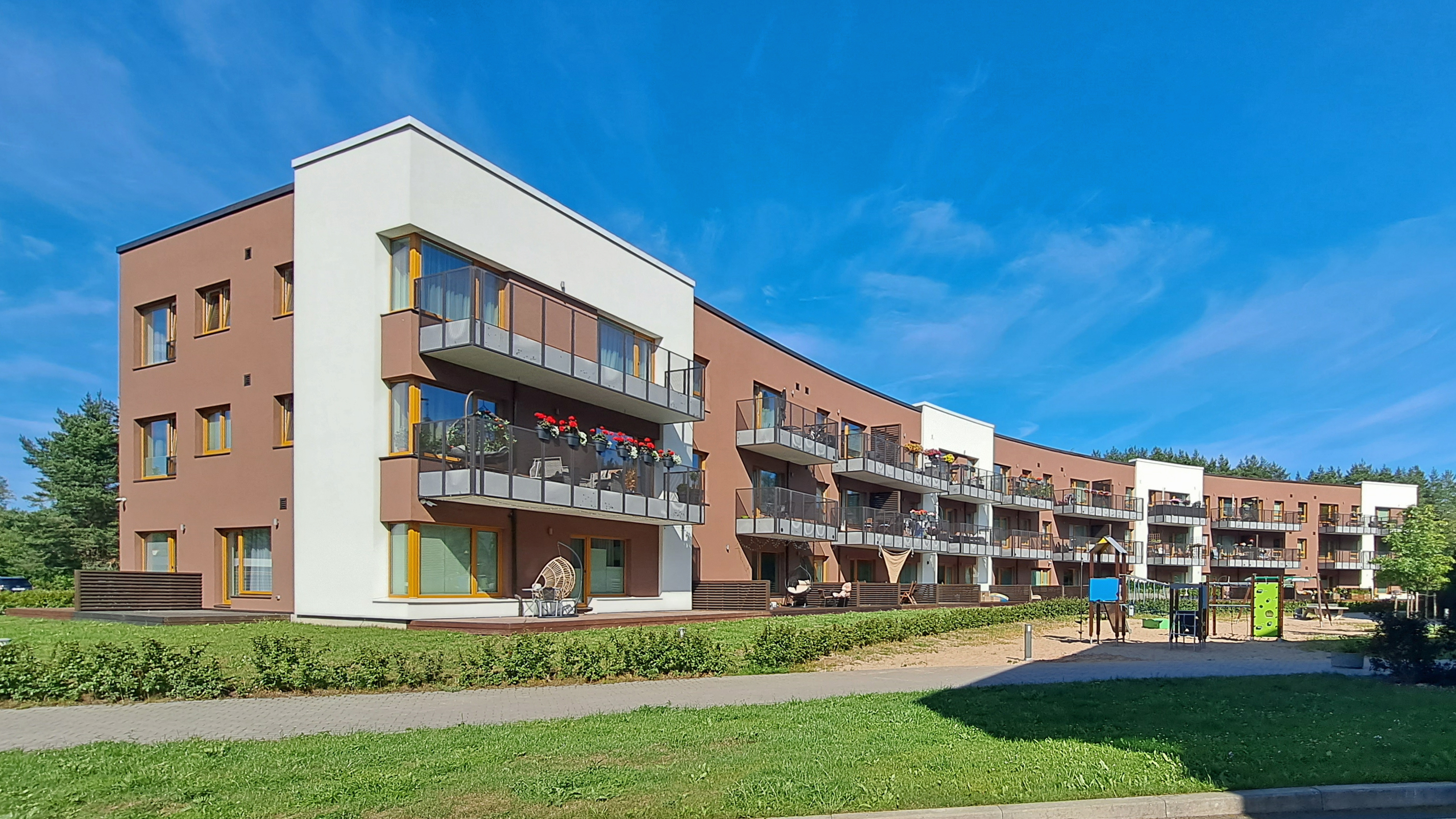
Улица Прийсле, дом 32
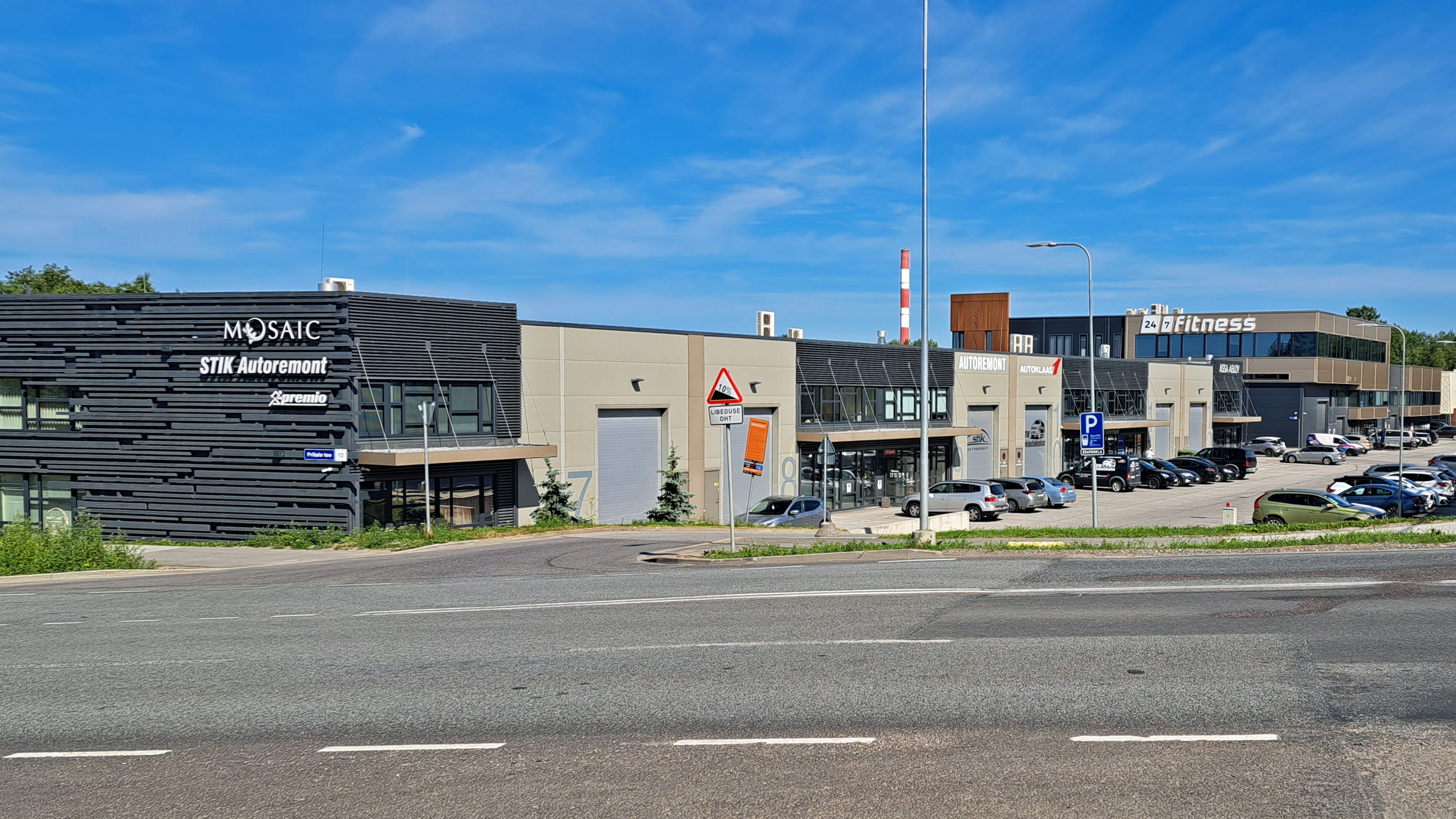
Бизнес-парк «Прийсле»
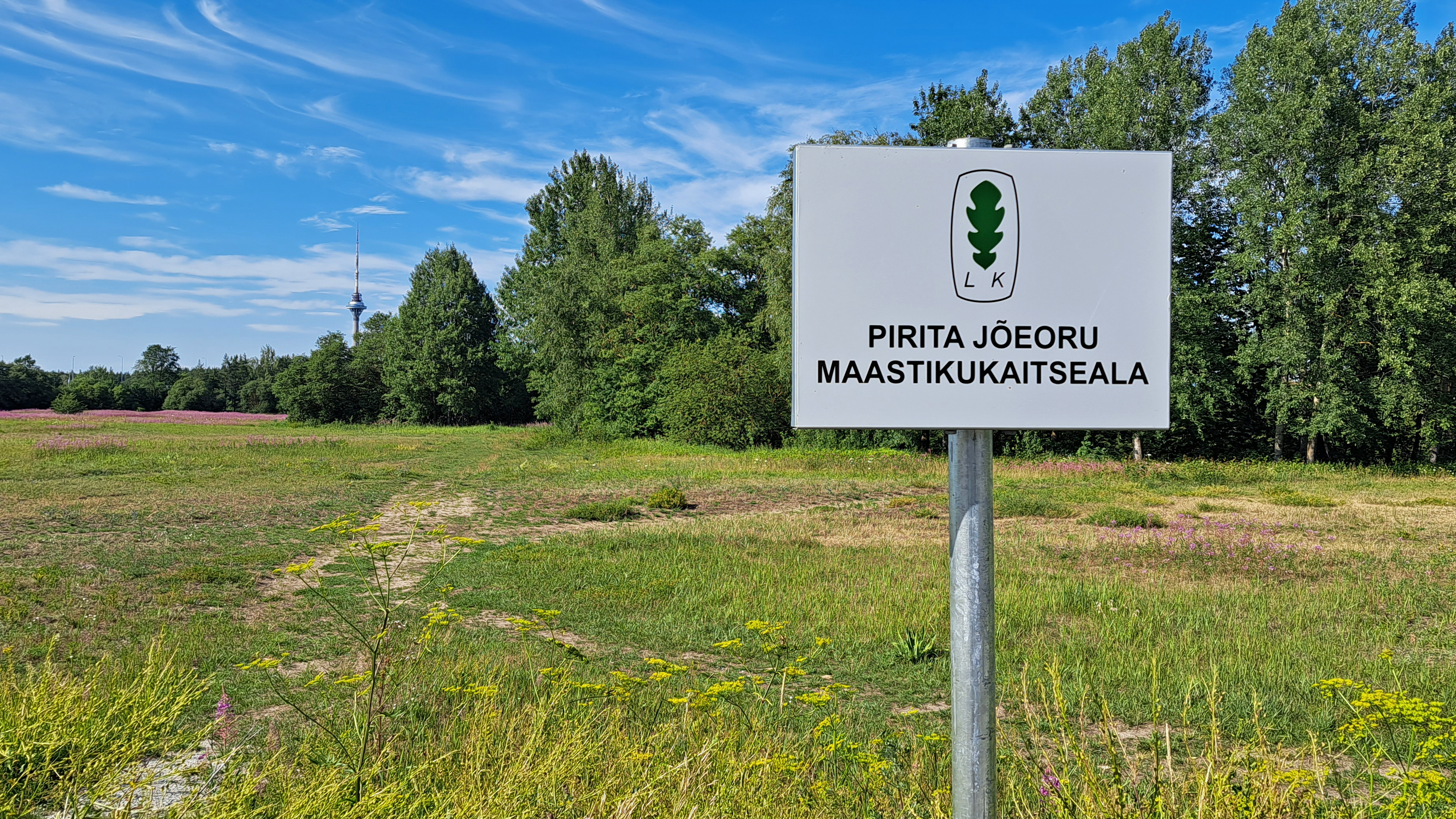
Природный заповедник долины реки Пирита
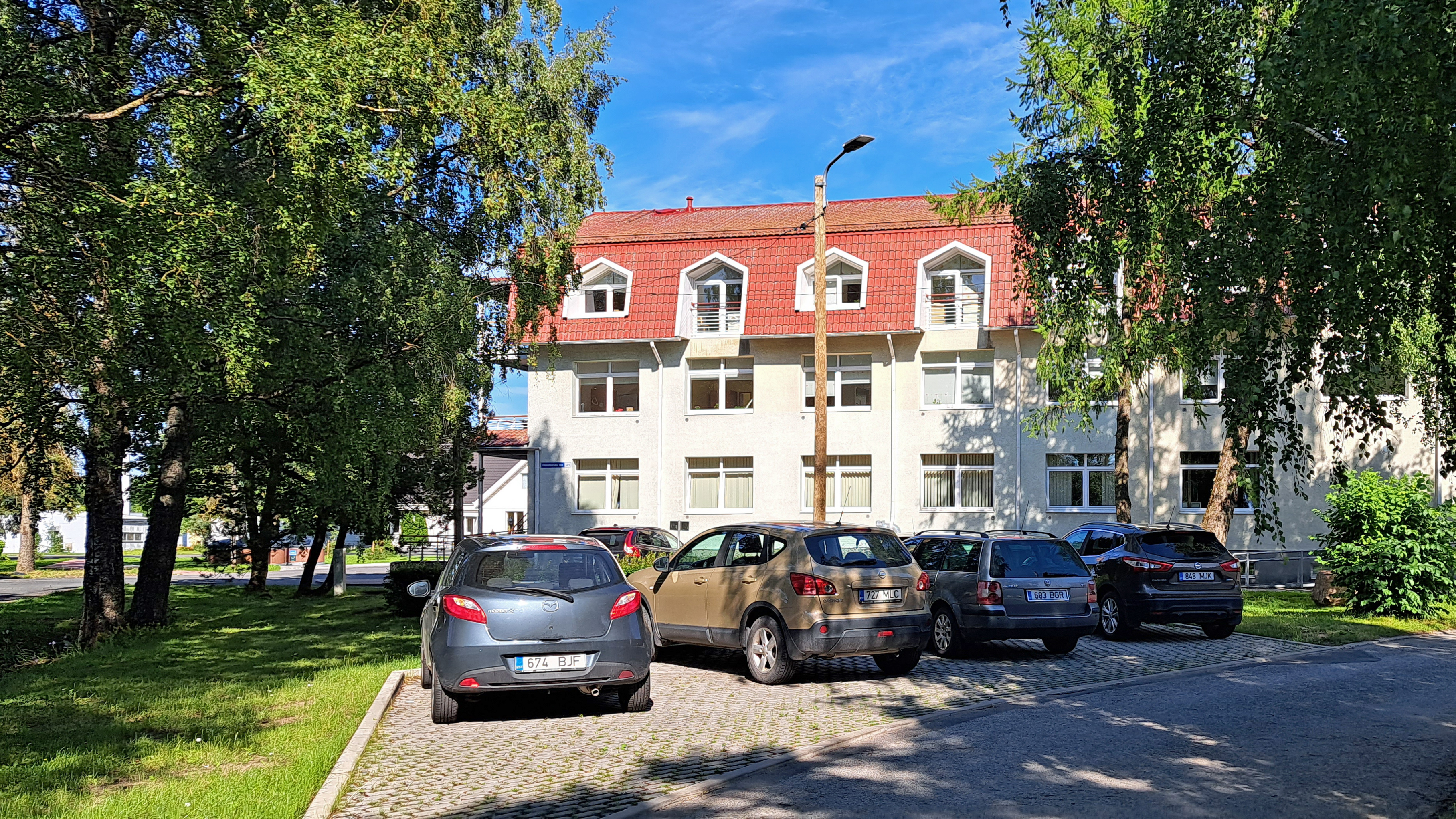
Ируский попечительский дом, улица Хоолдекоду